# Cymopterus lemmonii
Cymopterus lemmonii là một loài thực vật có hoa trong họ Hoa tán. Loài này được (J.M.Coult. & Rose) Dorn mô tả khoa học đầu tiên năm 1977.